# Sindre Bjørnestad Skar
Sindre Bjørnestad Skar (* 22. Januar 1992) ist ein norwegischer Skilangläufer.

## Werdegang
Skar nahm bis 2012 an FIS und Juniorenrennen teil. Seit 2012 tritt er vorwiegend beim Scandinavian Cup an, den er 2013 mit dem vierten Platz und in der Saison 2014/15 auf den dritten Rang in der Gesamtwertung beendete. Beim European Youth Olympic Festival 2009 holte er Gold über 7,5 km klassisch und Silber im Sprint. Bei den Juniorenweltmeisterschaften 2011 in Otepää gewann er Gold mit der Staffel und über 10 km Freistil. Sein erstes Weltcuprennen lief im Februar 2011 in Drammen, welches er im Sprint mit dem 28. Platz beendete und damit seine ersten Weltcuppunkte gewann. Bei den Juniorenweltmeisterschaften 2012 in Erzurum holte er einmal Silber und dreimal Bronze. Im März 2013 erreichte er in Lahti mit den zehnten Platz im Sprint seine erste Top-Zehn-Platzierung bei einem Weltcupeinzelrennen. Im Januar 2015 belegte er den achten Platz im Sprintrennen in Rybinsk. Bei den U23-Weltmeisterschaften 2015 in Almaty gewann er Silber im Sprint. Im März 2015 erreichte er in Lahti mit dem zweiten Platz im Sprint seine erste Weltcuppodestplatzierung. In der Saison 2015/16 kam er bei allen drei Sprintteilnahmen im Weltcup unter die ersten Zehn und belegte damit den 21. Platz im Sprintweltcup. Nach Platz drei beim Sprint in Davos zu Beginn der Saison 2016/17, holte er im Januar 2017 in Toblach seinen ersten Weltcupsieg im Sprint. Zudem errang er im Sprint in Falun den dritten Platz und beim Scandinavian-Cup in Lahti den dritten Platz im Sprint. Beim Saisonhöhepunkt den Nordischen Skiweltmeisterschaften 2017 in Lahti kam er auf den 13. Platz im Sprint. Zum Saisonende wurde er beim Weltcup-Finale in Québec Vierter und erreichte den 16. Platz im Gesamtweltcup und den dritten Rang im Sprintweltcup. In der Saison 2017/18 kam er im Weltcup dreimal unter die ersten Zehn. Dabei erreichte er in Oberstdorf den zweiten Platz im 15-km-Massenstartrennen und zum Saisonende den 29. Platz im Gesamtweltcup und den 11. Rang im Sprintweltcup.
Nach Platz 23 beim Lillehammer zu Beginn der folgenden Saison, gewann Skar in Dresden das Sprintrennen und zusammen mit Erik Valnes den Teamsprint. Im Februar 2019 wurde er in Lahti zusammen mit Eirik Brandsdal Zweiter im Teamsprint und bei den Nordischen Skiweltmeisterschaften 2019 in Seefeld in Tirol Siebter im Sprint. Zum Saisonende errang er in Falun und in Quebec jeweils den dritten Platz im Sprint und beim Weltcupfinale in Québec den neunten Gesamtplatz. Die Saison beendete er auf dem 11. Platz im Gesamtweltcup und auf den vierten Rang im Sprintweltcup. In der Saison 2019/20 errang er den 16. Platz beim Ruka Triple und den zweiten Platz im Sprint in Dresden. Zudem gewann er in Planica zusammen mit Erik Valnes den Teamsprint und erreichte zum Saisonende den 24. Platz im Gesamtweltcup und den zehnten Rang im Sprintweltcup. In der Saison 2021/22 belegte er in Dresden den zweiten Platz im Teamsprint sowie in Lahti den dritten Rang im Sprint und erreichte damit den 39. Platz im Gesamtweltcup.

## Erfolge

### Siege bei Weltcuprennen

#### Weltcupsiege im Einzel
| Nr. | Datum           | Ort     | Disziplin              |
| --- | --------------- | ------- | ---------------------- |
| 1.  | 14. Januar 2017 | Toblach | 1,3 km Sprint Freistil |
| 2.  | 12. Januar 2019 | Dresden | 1,6 km Sprint Freistil |

#### Weltcupsiege im Team
| Nr. | Datum             | Ort     | Disziplin                        |
| --- | ----------------- | ------- | -------------------------------- |
| 1.  | 13. Januar 2019   | Dresden | 6 × 1,6 km Teamsprint Freistil 1 |
| 2.  | 22. Dezember 2019 | Planica | 6 × 1,2 km Teamsprint Freistil 1 |

### Siege bei Continental-Cup-Rennen
| Nr. | Datum             | Ort         | Disziplin                  | Serie            |
| --- | ----------------- | ----------- | -------------------------- | ---------------- |
| 1.  | 7. Februar 2013   | Madona      | 20 km Freistil Massenstart | Scandinavian Cup |
| 2.  | 13. Dezember 2014 | Lillehammer | Sprint Freistil            | Scandinavian Cup |
| 3.  | 25. Februar 2015  | Joulumae    | Sprint Freistil            | Scandinavian Cup |
| 4.  | 16. Dezember 2017 | Vuokatti    | Sprint Freistil            | Scandinavian Cup |
| 5.  | 23. Februar 2018  | Trondheim   | Sprint Freistil            | Scandinavian Cup |
| 6.  | 3. März 2023      | Madona      | Sprint Freistil            | Scandinavian Cup |
| 7.  | 11. Januar 2025   | Falun       | Sprint Freistil            | Scandinavian Cup |

### Medaillen bei nationalen Meisterschaften
- 2016: Silber im Sprint
- 2018: Silber im Teamsprint
- 2019: Silber im Sprint
- 2020: Bronze im Sprint
- 2023: Silber im Teamsprint
- 2025: Silber im Sprint, Silber im Teamsprint

## Platzierungen im Weltcup

### Weltcup-Statistik
Die Tabelle zeigt die erreichten Platzierungen im Einzelnen.
- 1.–3. Platz: Anzahl der Podiumsplatzierungen
- Top 10: Anzahl der Platzierungen unter den ersten zehn
- Punkteränge: Anzahl der Platzierungen innerhalb der Punkteränge
- Starts: Anzahl gelaufener Rennen in der jeweiligen Disziplin
- Hinweis: Bei den Distanzrennen erfolgt die Einordnung gemäß FIS.

| Platzierung               | Distanzrennen a | Distanzrennen a | Distanzrennen a | Distanzrennen a | Distanzrennen a | Skiathlon Verfolgung | Sprint | Etappen- rennen b | Gesamt | Team   | Team    |
| Platzierung               | ≤ 5 km          | ≤ 10 km         | ≤ 15 km         | ≤ 30 km         | > 30 km         | Skiathlon Verfolgung | Sprint | Etappen- rennen b | Gesamt | Sprint | Staffel |
| ------------------------- | --------------- | --------------- | --------------- | --------------- | --------------- | -------------------- | ------ | ----------------- | ------ | ------ | ------- |
| 1. Platz                  |                 |                 |                 |                 |                 |                      | 2      |                   | 2      | 2      |         |
| 2. Platz                  |                 |                 | 1               |                 |                 | 1                    | 2      |                   | 4      | 2      |         |
| 3. Platz                  |                 |                 |                 |                 |                 |                      | 6      |                   | 6      | 1      |         |
| Top 10                    |                 |                 | 1               |                 |                 | 5                    | 33     | 2                 | 41     | 7      | 2       |
| Punkteränge               |                 | 2               | 10              |                 | 2               | 9                    | 59     | 7                 | 89     | 9      | 2       |
| Starts                    |                 | 2               | 17              |                 | 5               | 12                   | 64     | 7                 | 107    | 9      | 2       |
| Stand: Saisonende 2024/25 |                 |                 |                 |                 |                 |                      |        |                   |        |        |         |

### Weltcup-Gesamtplatzierungen
| Saison  | Gesamt | Gesamt | Distanz | Distanz | Sprint | Sprint |
| Saison  | Punkte | Platz  | Punkte  | Platz   | Punkte | Platz  |
| ------- | ------ | ------ | ------- | ------- | ------ | ------ |
| 2010/11 | 3      | 167.   | -       | -       | 3      | 105.   |
| 2011/12 | -      | -      | -       | -       | -      | -      |
| 2012/13 | 26     | 112.   | -       | -       | 26     | 64.    |
| 2013/14 | 32     | 108.   | 3       | 104.    | 29     | 58.    |
| 2014/15 | 112    | 56.    | -       | -       | 112    | 19.    |
| 2015/16 | 113    | 55.    | -       | -       | 113    | 21.    |
| 2016/17 | 490    | 16.    | 52      | 54.     | 338    | 3.     |
| 2017/18 | 250    | 29.    | 78      | 36.     | 164    | 11.    |
| 2018/19 | 620    | 11.    | 102     | 33.     | 444    | 4.     |
| 2019/20 | 347    | 24.    | 56      | 48.     | 261    | 10.    |
| 2020/21 | 161    | 40.    | 44      | 52.     | 69     | 25.    |
| 2021/22 | 144    | 39.    | -       | -       | 144    | 14.    |
| 2022/23 | 826    | 20.    | 93      | 69.     | 589    | 11.    |
| 2023/24 | 50     | 129.   | -       | -       | 50     | 67.    |
| 2024/25 | 35     | 154.   | -       | -       | 35     | 78.    |